# Eptatretus nelsoni
Eptatretus nelsoni – gatunek bezszczękowca z rodziny śluzicowatych (Myxinidae). 

## Zasięg występowania
Północno-zachodni Ocean Spokojny: południowo-zachodni Tajwan.

## Cechy morfologiczne
Osiąga 26 cm długości. Zazwyczaj po 5 (4–6) otworów skrzelowych z każdej strony ciała; są one położone nieregularnie, blisko siebie. Od 57 do 67 gruczołów śluzowych w tym 14–20 przedskrzelowych, 0 skrzelowych, 35–39 tułowiowych i 6–10 ogonowych. 

## Biologia i ekologia
Występuje na głębokości 50–250 m.
Samce dojrzewają przy długości około 22 cm, samice około 24 cm. Jaja wydłużone o długości 1,5–2,5 cm.

## Znaczenie gospodarcze
Nie ma większego znaczenia gospodarczego ze względu na małe rozmiary. Chwytany incydentalnie w przyłowach.